# Simon Climie

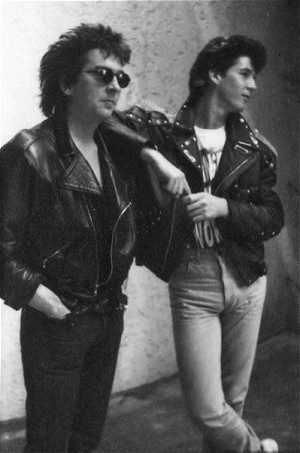
Simon Climie (rechts) mit Rob Fisher (1988)

Simon Crispin Climie (* 7. April 1957, in Fulham, London) ist ein britischer Pop-Musiker, Songwriter und ehemaliger Sänger des 1980er-Jahre-Pop-Duos Climie Fisher. Noch bekannter machte ihn seine Zusammenarbeit mit Eric Clapton auf Alben wie Pilgrim, Reptile, Riding with the King (Eric Clapton und B. B. King) und Retail Therapy unter T.D.F. Climie schrieb unter anderem I Knew You Were Waiting (For Me), den Nummer-eins-Hit von Aretha Franklin und George Michael.

## Leben
Nach dem letzten Climie-Fisher-Album Coming in for the Kill und dem Weggang von EMI im Jahre 1990 unterschrieb Climie einen Vertrag als Solointerpret bei Sonys Columbia Records und veröffentlichte Ende 1992 das Album Soul Inspiration.
Anders als seine früheren Hits mit Rob Fisher erreichten weder das Album noch die Single die entsprechenden britischen Top-40-Ranglisten.
Daher beschloss Climie, als Produzent weiterzumachen. Er produzierte Alben und schrieb Lieder für eine Reihe von Popkünstlern der 1990er Jahre wie Louise Redknapp and MN8. In den späten 1990ern arbeitete er als Produzent und Co-Autor für Eric Clapton. Auf dessen Album Pilgrim spielte er außerdem Keyboard.
Die bislang letzte Zusammenarbeit mit Clapton ist das Album The Road to Escondido, ein Feature mit J. J. Cale. Außerdem produzierte er das Livealbum Royal Albert Hall London May 2-3-5-6 2005 von Cream und arbeitete mit dem ehemaligen Doobie-Brothers-Mitglied Michael McDonald an dessen Motown-Alben.

## Diskografie

### Alben
- 1992: Soul Inspiration (Epic Records)

### Singles
- 1992: Soul Inspiration
- 1992: Does Your Heart Still Break
- 1992: Oh How the Years Go By
- 1993: Shine a Light (Soul Inspiration)

## Grammy Awards
- 2000 – für Riding with the King (B. B. King und Eric Clapton) in der Kategorie Best Traditional Blues Album - or - Best Traditional Blues Recording – Produzent[3]
- 2007 – für The Road to Escondido (J. J. Cale und Eric Clapton) in der Kategorie Best Contemporary Blues Album – Co-Produzent, Perkussion[4]